# Димитър Семов
Димитър Семов е български барабанист, перкусионист и композитор.

## Музикална кариера
Заедно с Живко Петров и Веселин Веселинов участва в джаз-формацията JP3 – „Живко Петров трио“.
Работил е с множество джаз изпълнители, сред които:
- Милчо Левиев[2]
- Васко Василев[3]
- Вики Алмазиду[2]
- Георги Дончев
- Росен Захариев[4]
- Димитър Карамфилов

Семов е от създателите на рок групата „Сънрайз“. Участвал е като гост-музикант в албуми на „Сленг“ и Стефан Вълдобрев.